# Oxford Town
"Oxford Town" es una canción escrita por Bob Dylan en 1962. Se grabó en el Estudio A de Columbia Records el 6 de diciembre de 1962 para su segundo álbum The Freewheelin' Bob Dylan . 

## Análisis
El 20 de septiembre, de 1962, un estudiante afroamericano llamado James Meredith se convirtió en el primer estudiante, perteneciente a una minoría, en matricularse en la Universidad de Misisipi. Su inscripción, garantizada por la protección de los US Marshalls bajo orden directa del entonces presidente John F. Kennedy, provocó disturbios en el campus de la universidad. Durante los actos de violencia, un sinnúmero de estudiantes resultaron heridos y dos fueron asesinados. La canción "Oxford Town" tiene que ver con los acontecimientos que tuvieron lugar en el campus y con la inscripción de James Meredith. En un ámbito más amplio, la canción se refiere al movimiento por los derechos civiles en Estados Unidos. 
El campus principal de la Universidad de Misisipi se encuentra en la pequeña ciudad de Oxford, Misisipi, de ahí su nombre.